# Komássy Ákos
Komássy Ákos (Budapest, 1978. október 20. –) magyar szocialista politikus. Feleségével, Komássy Teklával valamint gyermekeikkel Botonddal, Katával és Somával jelenleg Kispesten él. Édesanyja Hortobágyi Éva televíziós szerkesztő-műsorvezető, a Magyar Televízió egykori elnöki tanácsadója, édesapja Komássy Ákos üzletember.

## Élete
2001-ben diplomázott a bécsi Webster Egyetem nemzetközi kapcsolatok szakán. 1995–1996 között a Budapesti Önkormányzatok Középiskolai Szövetsége (BÖX) elnöke, majd 1996-ban az Országos Középiskolás Érdekképviselet (OKÉ) főtitkára. 1996-97-ben a Magyar Gyermek és Ifjúsági Tanács (MAGYIT) külügyi bizottság tagja, 1996-ban a Gyermek és Ifjúsági Érdekegyeztető Tanács Korosztályi Tárgyalócsoport soros elnöke. 1997–1998 között az OBESSU (Európai Diákszövetség) elnöke. 
Aktív politikai tevékenységét 1997-ben Tóbiás József BIT-elnöksége alatt kezdte, természetesen a nemzetközi kapcsolatok terén. A Fiatal Baloldal alapító tagjainak egyike. 1998 óta a Magyar Szocialista Párt tagja. 1999-2001-ig az az ECOSY (az Európai Unió Szocialista Ifjúsági Szervezete) elnökségi tagja, 2001–2003-ig alelnöke volt.  2001 tavaszától a 2002-es országgyűlési választásokig politikai tanácsadó volt a miniszterelnök-jelölt kabinetében. 2002 májusától 2003 januárjáig a miniszterelnök Kül- és Biztonságpolitikai Főtanácsadójaként, Akóts Klára mellett kormányfőtanácsadóként dolgozott. 2003 januárjától 2004 szeptemberéig Medgyessy Péter miniszterelnök személyi titkára, majd 2004 októbertől Kiss Péter, Miniszterelnöki Hivatalt vezető miniszter politikai tanácsadója volt. 2005. október 1-jétől 2006 nyaráig a Fiatal Baloldal elnöke volt. A Miniszterelnöki Kabinetiroda Kül- és Biztonságpolitikai Titkárságán volt külpolitikai tanácsadó, önkéntesként részt vett a Magyar Szocialista Párt Politikai Központja külpolitikai munkájában.
A Szabó Ervin Szakmai Kollégium (SZEM) egyik alapító tagja. Az Új Ifjúsági Szemle szerkesztőségének alapítása óta tagja, 2007 ősze, a 16-20. szám idején társfőszerkesztője is volt.
2006. április 4-én súlyos közúti baleset résztvevője és áldozata volt, amiben a vele utazó munkatársa életét vesztette. Komássy lábadozása közben lemondott Fiatal Baloldal elnöki tisztségéről és visszavonult az országos politizálástól.
2007-től Józsefvárosban (Budapest VIII. kerülete) önkéntesként dolgozott az MSZP Józsefváros soraiban. 2009 őszén a Magyar Szocialista Párt polgármester-jelöltje volt a Csécsei Béla lemondása miatt kiírt időközi választáson. A 2010-es országgyűlési választáson a budapesti 11-es számú országgyűlési választókerület (szintén Józsefváros) MSZP-s képviselőjelöltje volt, de nem jutott be. 2010-ig a Miniszterelnöki Hivatalban dolgozott. A 2010-es önkormányzati választásokon ismét a Magyar Szocialista Párt polgármester-jelöltje volt Józsefvárosban. 2010 és 2016 között az MSZP Józsefváros elnöke volt, 2010 és 2019 között Józsefvárosban volt önkormányzati képviselő. 2019-től nem vállalt politikai tisztséget.